# Lombard Street (San Francisco)

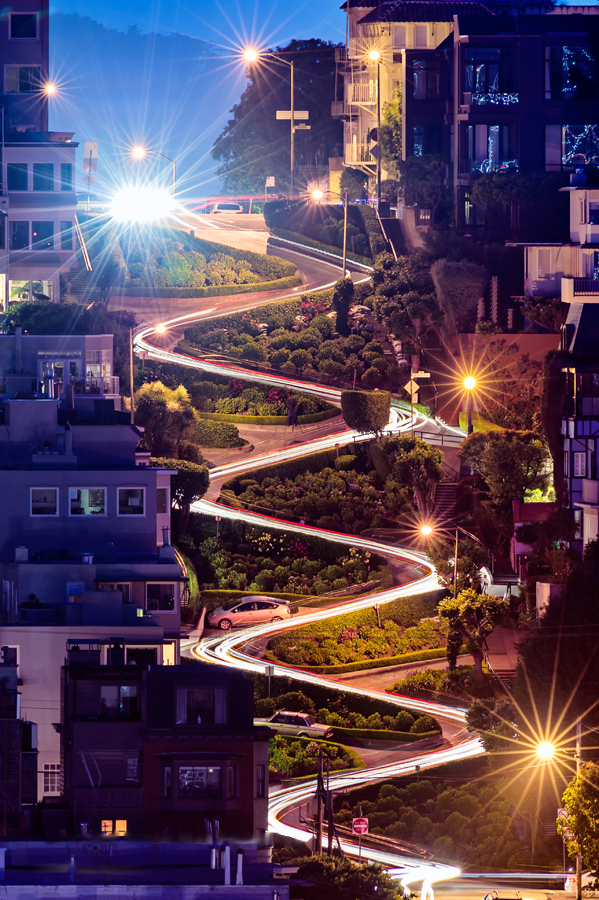
Lombard Street de noche.

Lombard Street es una calle de San Francisco, en California, Estados Unidos. Está orientada de este a oeste: comienza en El Presidio y termina en el barrio de Embarcadero. Es mundialmente conocida por un tramo específico de su trazado, el situado entre Russian Hill y Hyde Street, donde la calzada está distribuida en ocho virajes, que le otorgan el título de la calle más sinuosa de los Estados Unidos.
Su concepción sinuosa fue realizada en 1922 por el propietario Carl Henry, con el objetivo de reducir la pendiente del 27% que presentaba la calle, haciendo posible con esta medida que pudiera ser transitada por automóviles.

## Lloyd's List
En 1999, se creó una comisión especial para tratar de resolver los problemas de circulación dentro del propio barrio. Dicha comisión decidió en 2001 que no sería legal cortar de manera permanente el paso a la circulación por el tramo más inclinado de la calle. Acordó impedir el estacionamiento en esta zona durante el verano, habilitando otra para ello e incrementar las multas a aquellos que quebrantaran la nueva norma. Igualmente, se propuso utilizar minibuses para llevar a los turistas hasta Lombard Street, pero los vecinos contestaron que el gran atractivo de la calle para muchos turistas era el de poder conducir su automóvil por la parte sinuosa de la calle.
|                                                         |
| Lombard Street, Telegraph Hill y Coit Tower en el fondo |

|                                                                 |
| Vista del tramo más conocido de Lombard Street desde Coit Tower |

## En la cultura popular
Alfred Hitchcock, en su película Vértigo, sitúa en el número 900 de esta calle el hogar del protagonista.
En el videojuego Grand Theft Auto: San Andreas, la calle aparece parodiada con el nombre de «Windy Street», es decir, la Calle Serpenteante. Se encuentra en San Fierro, ciudad realizada a imagen y semejanza del propio San Francisco.
En el videojuego Watch Dogs 2, aparece con su nombre real, al igual que el resto de San Francisco.
En la película Inside Out, la calle se ve cuando la familia de Riley se muda a San Francisco, al igual que en los créditos finales.